# 两圣地监护人
两圣地监护人（羅馬化：Khādim al-Ḥaramayn al-Sharīfayn）或译两圣寺的服侍者、两圣地的管理者、两圣地护卫者、两圣地忠仆、两圣寺之仆等，是一个伊斯兰教的头衔，为历代阿拉伯帝国哈里发、奥斯曼帝国蘇丹和沙特阿拉伯王国國王所拥有，也是国王的正式头衔，具有重要的宗教意义。

## 概述和历史上的使用

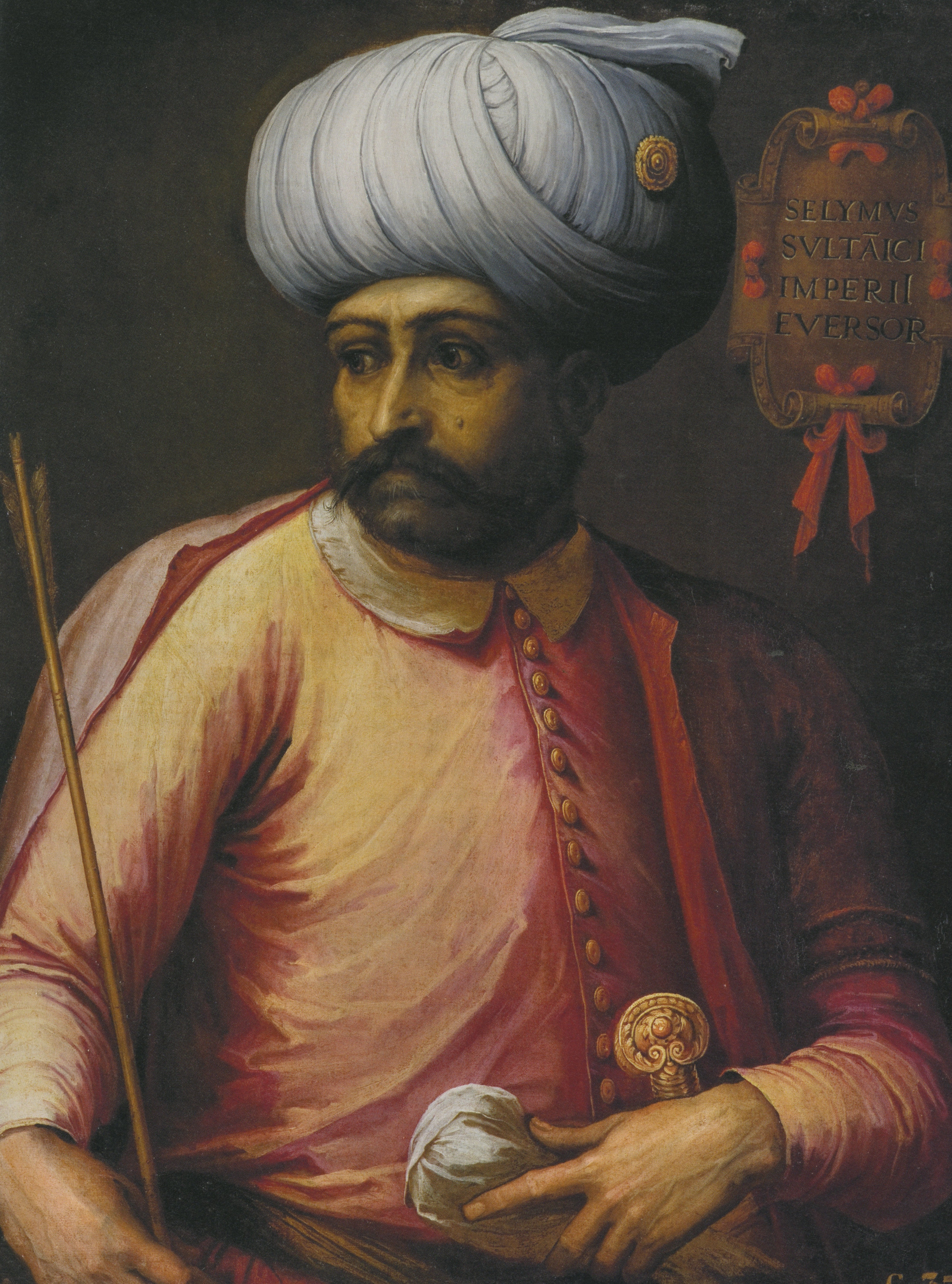
鄂圖曼苏丹、两圣地监护人塞利姆一世

该头衔中的“两圣地”（الحرمين الشريفين）指的是伊斯兰教最重要的两大圣地——位于汉志（希贾兹）的第一圣地麦加和第二圣地麦地那，若翻译为“两圣寺”则指的是伊斯兰教最重要的两大清真寺——麦加禁寺（第一大圣寺）和麦地那先知寺（第二大圣寺）。
该头衔起初是一个非正式的头衔或者对于管理麦加和麦地那两圣地的任何统治者的泛称，用于历代阿拉伯帝国哈里发。奥斯曼土耳其帝国苏丹塞利姆一世征服麦加和麦地那后，也获得了“两圣地监护人”头衔并持有象征宗教（伊斯兰教）护卫者的开启天房（克尔白）的钥匙，以后历代苏丹相继沿用。奥斯曼帝国衰弱后，其在两圣地的统治开始动摇，鄂圖曼蘇丹将这一非正式头衔转让给汉志的实际统治者——哈希姆家族的历代麦加谢里夫。

## 现代的使用
1924年10月13日，伊本·沙特的内志（纳季德）军队攻克麦加，遂吞并汉志王国，哈希姆家族在汉志的统治告终，“两圣地监护人”的头衔不再使用。伊本·沙特后来创立了沙特阿拉伯王国，虽然他统治着麦加和麦地那两圣地，但并没有使用“两圣地监护人”的头衔，而改以“国王陛下”的称号。
沙特王国第一位自称“两圣地监护人”的国王是已故的前任国王法赫德·本·阿卜杜勒-阿齐兹·阿勒沙特，他于1986年将“陛下”改称“两圣地监护人”，以示对真主（安拉）的尊敬，因为他认为，只有真主才能称“陛下”。
1986年2月29日，法赫德国王向时任王储兼第一副首相和国民卫队司令的阿卜杜拉·本·阿卜杜勒-阿齐兹·阿勒沙特发出指示：在一切谈话、信函、文件中，在提及国王时，用“两圣地监护人”之称替代“陛下”之称，沙特王国驻外使节正式应称“两圣地监护人驻×国大使”。法赫德国王驾崩后，王储阿卜杜拉继位，继续沿用这一头衔。

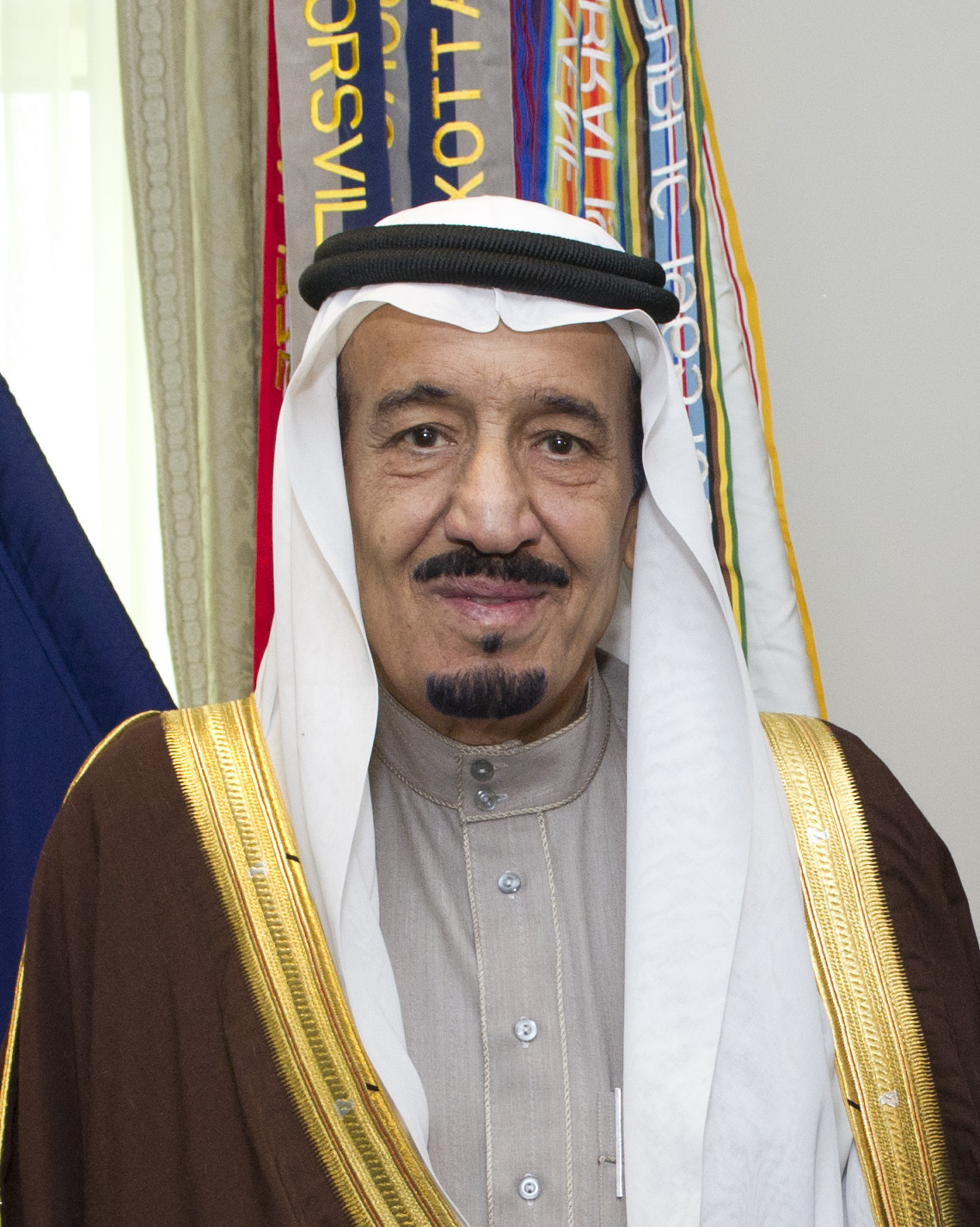
现任两圣地监护人薩勒曼国王

沙特王国国王拥有这一头衔具有宗教意义，象征着在政教合一的沙特王国，国王不但是世俗的最高统治者，也是宗教的最高领袖。此外，国王兼首相，领导王国政府（内阁）、拥有最高行政权；国王还兼国民卫队司令，拥有最高军事权力。这样，沙特王国的国王便掌握了全国的政、教、军大权，构成了该国的君主专制政体中最主要的部分。由此还可以突出沙特阿拉伯国王的宗教地位，因为他是世界伊斯兰教最大两个圣地的守护者，是真主在地下的代言人，其意义不亚于哈里发。这样一来，沙特阿拉伯在阿拉伯世界和整个伊斯兰世界的领袖地位就确立起来了。

### 引用
1. ↑  . 沙特通讯社.   [2020-06-23]. （原始内容存档于2020-09-02）.
2. ↑  据《世界上下五千年》上册和奥斯曼帝国 Archive.today的存檔，存档日期2008-01-16“塞利姆一世”条目。
3. ↑  参见王复编：《沙特阿拉伯王国》，沙特阿拉伯驻华使馆印发，第17页。